# César Augusto Marques
César Augusto Marques (Caxias, 12 de dezembro de 1826 — Rio de Janeiro, 5 de dezembro de 1900) foi um médico, professor, escritor, tradutor e  historiador brasileiro.

## Biografia
Filho do Dr. Augusto José Marques, um farmacêutico português estabelecido na cidade de Caxias no início do século XIX, César Marques fez os seus estudos secundários em São Luís do Maranhão. Concluiu o curso de Medicina em Salvador, na então Província da Bahia, em 1854.

## Vida acadêmica
César Marques é patrono da cadeira de n° 22 do Instituto Histórico e Geográfico do Maranhão (IHGM), além da cadeira de n. 35 da Academia Maranhense de Letras e da de n° 7 da Academia Caxiense de Letras.

## Obras
- Marques, Cesar Augusto (1870). Diccionario historico-geographico da provincia do Maranhão. 3. Maranhão: Typ. do Frias
- Marques, Cesar Augusto (1878). Diccionario historico, geographico e estatistico da Província do Espírito Santo. Rio de Janeiro: Typographia Nacional. 248 páginas
- Marques, Cesar Augusto (1874). História da Missão dos padres capuchinhos na ilha do Maranhão e suas circunvizinhanças pelo padre Cláudio d'Abbeville. Maranhão: Typ. do Frias